# Lotusflower
Albums de Prince
Planet Earth
(2007) 20Ten
(2010)
Lotusflower (stylisé LOtUSfLOW3R) est le 26e album studio de Prince sorti en 2009. Il s'agit d'un triple album contenant deux albums de Prince: LOtUSfLOW3R et MPLSºUND et le premier album de la nouvelle protégée de Prince, Bria Valente, album intitulé Elixer. L'ensemble des trois disques est vendu uniquement aux États-Unis à prix réduit. Hors des États-Unis, seul Warner Music France l'a également édité, sous trois formes : CD simple ne comprenant que MPLSound, double vinyle Lotusflow3er et MPLSound, coffret édition limitée comprenant les trois CD.
Lotusflow3r s'est classé à la seconde place au Billboard 200 et à la première position au Billboard Top R&B/Hip-Hop Albums et au Billboard Top Independent Albums le 18 avril 2009.
En décembre 2008, quatre chansons ont été diffusées en avant-première sur la station de radio de Los Angeles Indie 103: une reprise de Crimson and Clover, 4ever, Colonized Mind et Wall of Berlin. Un mois plus tard dans un article du Los Angeles Times, de nouveaux titres sont mentionnés: Hey Valentina (écrit pour la fille de Salma Hayek), Better with Time (une ode à Kristin Scott Thomas, actrice du film Under the Cherry Moon), Love Like Jazz, $ et 77 Beverly Place.

## Analyse
Les trois albums bien que vendus en coffret sont très différents et appartiennent chacun à un univers propre.
Lotusflow3r est un album très influencé par Jimi Hendrix; aussi bien dans les compositions, le choix des sonorités que le mixage. Nous pouvons remarquer une structure et une production de l'album très proche des trois produits par Hendrix de son vivant : Un titre d'introduction très psychédélique et uniquement instrumental (From the Lotus), un blues (Dreamer), une présence marquée de la guitare électrique et une voix qui se démarque de la mélodie et du rythme. Le titre Crimson and Clover rajoute des notes de Wild Thing qui est une reprise célèbre de Hendrix au festival de Monterey.
L'utilisation de couleurs Flashy pour la pochette de l'album n'est pas non plus sans rappeler Axis: Bold as Love et même l'apparence physique de Prince (moustache) se rapproche de celle de Hendrix.

## Liste des titres

### Lotusflow3r
Tous les titres ont été écrits et composés par Prince, sauf Crimson and Clover, par  Tommy James et Peter Lucia, Jr.
| No | Titre | Durée |
| -- | --- | ----- |
| 1. | From the Lotus...                                                                                               | 2:46  |
| 2. | Boom | 3:19  |
| 3. | Crimson and Clover (remplacé par « The Morning After » – 2:06 sur l'édition téléchargeable sur lotusflow3r.com) | 3:52  |
| 4. | 4Ever | 3:47  |
| 5. | Colonized Mind                                                                                                  | 4:47  |
| 6. | Feel Good, Feel Better, Feel Wonderful                                                                          | 3:52  |

| No  | Titre                 | Durée |
| --- | --------------------- | ----- |
| 7.  | Love Like Jazz        | 3:49  |
| 8.  | 77 Beverly Park       | 3:04  |
| 9.  | Wall of Berlin        | 4:16  |
| 10. | $                     | 3:57  |
| 11. | Dreamer               | 5:30  |
| 12. | ... Back to the Lotus | 5:34  |

### Elixer
Tous les titres ont été écrits et composés par Prince et Bria Valente. Toutes les chansons sont chantées par Bria Valente, sauf Elixer interprétée avec Prince.
| No | Titre                    | Durée |
| -- | ------------------------ | ----- |
| 1. | Here Eye Come            | 4:28  |
| 2. | All This Love            | 4:39  |
| 3. | Home                     | 4:26  |
| 4. | Something U Already Know | 5:44  |
| 5. | Everytime                | 3:50  |

| No  | Titre       | Durée |
| --- | ----------- | ----- |
| 6.  | 2Nite       | 5:02  |
| 7.  | Another Boy | 3:56  |
| 8.  | Kept Woman  | 4:15  |
| 9.  | Immersion   | 4:02  |
| 10. | Elixer      | 4:00  |

### MPLSound
| No | Titre                              | Durée |
| -- | ---------------------------------- | ----- |
| 1. | (There'll Never B) Another Like Me | 6:01  |
| 2. | Chocolate Box (featuring Q-Tip)    | 6:14  |
| 3. | Dance 4 Me                         | 4:58  |
| 4. | U're Gonna C Me                    | 4:36  |
| 5. | Here                               | 5:15  |
| 6. | Valentina                          | 3:59  |
| 7. | Better with Time                   | 4:54  |
| 8. | Ol' Skool Company                  | 7:30  |
| 9. | No More Candy 4 U                  | 4:14  |

## Charts
| Pays          | Chart                            | Meilleure position | Total semaine | Première entrée   | Réf    |
| ------------- | -------------------------------- | ------------------ | ------------- | ----------------- | ------ |
| Belgique (NL) | Ultratop                         | 44                 | 6             | 25 avril 2009     | [ 10 ] |
| Belgique (FR) | Ultratop                         | 78                 | 2             | 25 avril 2009     | [ 11 ] |
| États-Unis    | Billboard Top R&B/Hip-Hop Albums | 1                  | 67            | 18 avril 2009     | [ 6 ]  |
| États-Unis    | Billboard Top Independent Albums | 1                  | 36            | 18 avril 2009     | [ 6 ]  |
| France        | SNEP                             | 14                 | 17            | 12 septembre 2009 | [ 12 ] |
| Pays-Bas      | MegaCharts                       | 23                 | 7             | 18 avril 2009     | [ 13 ] |